# COA6
COA6 (англ. Cytochrome c oxidase assembly factor 6) – білок, який кодується однойменним геном, розташованим у людей на 1-й хромосомі. Довжина поліпептидного ланцюга білка становить 125 амінокислот, а молекулярна маса — 14 116.
| 10         |  | 20         |  | 30         |  | 40         |  | 50         |
| ---------- |  | ---------- |  | ---------- |  | ---------- |  | ---------- |
| MGPGGPLLSP |  | SRGFLLCKTG |  | WHSNRLLGDC |  | GPHTPVSTAL |  | SFIAVGMAAP |
| SMKERQVCWG |  | ARDEYWKCLD |  | ENLEDASQCK |  | KLRSSFESSC |  | PQQWIKYFDK |
| RRDYLKFKEK |  | FEAGQFEPSE |  | TTAKS      |  |            |  |            |

A: Аланін

C: Цистеїн

D: Аспарагінова кислота

E: Глутамінова кислота

F: Фенілаланін

G: Гліцин

H: Гістидин

I: Ізолейцин

K: Лізин

L: Лейцин

M: Метіонін

N: Аспарагін

P: Пролін

Q: Глутамін

R: Аргінін

S: Серин

T: Треонін

V: Валін

W: Триптофан

Задіяний у таких біологічних процесах, як ацетилювання, альтернативний сплайсинг. 
Локалізований у мітохондрії.